# アフメド・クトゥジュ
アフメド・クトゥジュ（Ahmed Kutucu, 2000年3月1日 - ）は、トルコのサッカー選手。ドイツ・ノルトライン＝ヴェストファーレン州ゲルゼンキルヒェン出身。ポジションはFW。エユプスポル所属。

## 経歴
2018年12月11日、UEFAチャンピオンズリーグのFCロコモティフ・モスクワ戦でプロデビュー。
2021年1月21日、ヘラクレス・アルメロにシーズン終了までのレンタル移籍で加入することが発表。
2021年7月4日、イスタンブール・バシャクシェヒルFKへの移籍が発表された。

### 代表歴
ドイツ・ゲルゼンキルヒェン出身ながら、年代別のトルコ代表に召集されている。